# Franjo Bučar Állami Sportdíj
Az Franjo Bučar Állami Sportdíj (horvátul: Državna nagrada za šport Franjo Bučar) a legmagasabb sportvonatkozású állami kitüntetés Horvátországban.
A díjat 1991 óta adják át évente olyan sportolónak, sporttevékenységet végző személynek vagy szervezetnek amely éves munkájával, eredményeivel népszerűsíti hazája és a horvát sport hírnevét.
Nevét a horvát íróról és sportaktivistáról, Franjo Bučarról kapta, aki pályája során több módon is népszerűsítette a sportot. 

## Díjazottak
| Év    | Életműdíj                                                                              | Éves díj - egyének | Éves díj - sportcsapatok, sportszervezetek |
| ----- | -------------------------------------------------------------------------------------- | --- | --- |
| 1991. | - Mirko Novosel                                                                        | - Danijela Bilbija - Perica Bukić - Tomislav Crnković - Jasminka Francki - Dragutin Magić - Josip Modrić - Danira Nakić - Goran Prpić - Josip Šporer                                                             | - HRK Lokomotiva, Zágráb - Az 1990-es atlétikai Európa-bajnokság szervezőbizottsága - Kajak klub Belišće, Belišće |
| 1992. | - Franjo Frntić                                                                        | - Vladimir Findak - Mladen Horvat - Goran Ivanišević - Marko Pećina - Mihovil Rađa - Vilko Sever - Renato Vučetić - Branko Zorko                                                                                 | - Horvát férfi kosárlabda-válogatott Igrači: Dražen Petrović, Velimir Perasović, Danko Cvjetičanin, Toni Kukoč, Vladan Alanović, Franjo Arapović, Žan Tabak, Stojko Vranković, Alan Gregov, Arijan Komazec, Dino Rađa, Aramis Naglić, trener: Petar Skansi - Horvát női labdarúgó-válogatott - Rukometni klub Zagreb Lotto, Zagreb - Vaterpolo klub Jadran-Koteks, Split |
| 1993. | - Miljenko Finderle                                                                    | - Boris Lalić - Krsto Mesić - Milivoj Obad - Renco Posinković - Zoran Primorac - Suzana Skoko - Milan Tumara | - ATP Tour Tournament Croatia Open Umag |
| 1994. | - Herman Vukušić                                                                       | - Dinko Beaković - Filip Ćurković - Mihovil Dorčić - Giuseppe Gjergja - Dragan Milanović - Miloš Milošević - Anton Tucak                                                                                         | - HVK Gusar, Split - Veslački klub Gusar, Split |
| 1995. | - Rudolf Carek - Nikola Turk                                                           | - Nikola Grabić - Valter Ivančić - Iva Majoli - Željko Mavrović - Elida Ružić - Tomislav Šepec - Eduard Šrajer - Perica Vlašić                                                                                   | - Szenior kajak-kenu szlalom válogatott 3xC1 szlalom: Danko Herceg, Stjepan Perestegi, Zlatko Sedlar - Košarkaški klub Zadar - Športski savez Međimurske županije |
| 1996. | - prof. dr. Milan Blašković - Marijan Malović                                          | - Željko Bosek - Anto Dragić - Krešimir Horvat - Ivan Janjić - Velimir Kljajić - Radovan Lipovšćak - Krešimir Pleša - Mirjana Ružnjak - Siniša Školneković                                                       | - Horvát férfi kézilabda-válogatott Vladimir Jelčić, Goran Perkovac, Irfan Smajlagić, Božidar Jović, Alvaro Načinović, Vladimir Šujster, Bruno Gudelj, Nenad Kljaić, Iztok Puc, Zoran Mikulić, Patrik Ćavar, Venio Losert, Valner Franković, Slavko Goluža, Valter Matošević, Zlatko Saračević, Szövetségi kapitány: Velimir Kljajić - Horvát férfi vízilabda-válogatott Maro Balić, Perica Bukić, Damir Glavan, Igor Hinić, Vjekoslav Kobešćak, Joško Kreković, Ognjen Kržić, Dubravko Šimenc, Siniša Školneković, Ratko Štritof, Renato Vrbičić, Tino Vegar, Zdeslav Vrdoljak, Szövetségi kapitány: Zoran Matutinović - Rukometni klub Podravka, Koprivnica                                          |
| 1997. | - Filip Ćurković - Zdravko Kovačević                                                   | - Davor Crnobori - Barbara Jelić - Anton Jurman - Tomislav Karlo - Vlatko Mamić - Vlatko Matijević - Eva Morandini - Plovanić - Robert Prosinečki - Rudolf Sabljak - Ana Sršen - Zdenko Uzorinac - Ivan Varvodić | |
| 1998. | - prof. dr. Josip Marić - prof. dr. Boris Volščanšek                                   | - Miroslav Blažević - Ante Čavar - Dražen Funtak - Vlaho Kojaković - Željko Mataja - Milka Milinković - prof. dr. Zlatko Šimenc - Davor Šuker                                                                    | - HVK Gusar - Horvát labdarúgó-válogatott Dražen Ladić, Petar Krpan, Anthony Šerić, Igor Štimac, Goran Jurić, Slaven Bilić, Aljoša Asanović, Robert Prosinečki, Davor Šuker, Zvonimir Boban, Silvio Marić, Marjan Mrmić, Mario Stanić, Zvonimir Soldo, Igor Tudor, Ardian Kozniku, Robert Jarni, Zoran Mamić, Goran Vlaović, Dario Šimić, Krunoslav Jurčić, Vladimir Vasilj, Sportigazgatóː Miroslav Blažević, Szövetségi kapitány Branko Ivanković, másodedzőː Ivan Katalinić, Vedran Rožić, Zorislav Srebrić, dr. Boris Nemec i dr. Mladen Čepulić, fizioterapeuta Tomislav Vrbnjak i Bojan Radanović, Željko Mesić i Mladen Pilčić - Hrvatsko planinarsko društvo Petehovec - Veslački klub Jadran. |
| 1999. | - Vladimir Findak - Katica Ileš                                                        | - Ante Bućo - Miroslav Delaš - Zvonimir Konjević - Neven Kovačević - Gordan Kožulj - Lovro Manestar - Boris Polić - Paskval Skelin - Vinko Tomljanović                                                           | - Horvát kormányos nélküli kétevezős csapat Ninoslav Saraga i Oliver Martinov - Horvát Asztalitenisz-szövetség |
| 2000. | - Miloš Marković - Matija Ljubek (posthumno)                                           | - Nikolaj Pešalov - Niko Pulić - Milivoj Bebić - Jasminka Čelik - Željko Klarić - Ivan Kos - Bojan Matković - Ante Tešija - Ivo Vidović - Marijan Vugrinčić                                                      | - Horvát nyolcfős evezős-válogatott Igor Francetić, Tihomir Franković, Tomislav Smoljanović, Nikša Skelin, Siniša Skelin, Krešimir Čuljak, Igor Boraska, Branimir Vujević, edzőː Silvije Petriško - Vaterpolski klub Jug |
| 2001. | - prof. dr. Zlatko Šimenc - mr. Slavko Podgorelec                                      | - Igor Čulin - Zdenko Jajčević - dr. Dabiša Ježina - Branko Kenfelja-Vincek - Andro Knego - dr. Tugomir Krmpotić - Ante Ledić - Zina Urlić - Tamara Boroš - Janica Kostelić                                      | - Siket kézilabda-válogatott - Stolnoteniski klub Večernji list |
| 2002. | - prof. dr. Žarko Dolinar - Krešimir Ćosić (posztumusz) - Dražen Petrović (posztumusz) | - Zvonimir Boban - Nikola Bralić - Siniša Ergotić - Ivica Kostelić - prof. dr. Branimir Kuleš - Vedran Pavlek - Veljko Rogošić - Dubravko Šimenc - Lidija Vekić - Milan Zekanović                                | - Hrvatski boćarski savez - Školski športski klub Gimnazije Petra Preradovića, Virovitica |
| 2003. | - Milan Antolković - Vicko Lučić                                                       | - prof. dr. sc. Mate Bartoluci - Blaženka Birolla - Lino Červar - Antun Fijala - Ante Kostelić - Nikola Kristić - Marija Iveković - Branka Pereglin - Dino Rađa - Mihovil Rajević - Petar Skansi - Nataša Vezmar | |
| 2004. | - prof. dr. sc. Miro Mihovilović - Antun Vrdoljak                                      | - Ivano Balić - Antun Čilić - Duje Draganja - Đurđa Fočić–Šourek - Karlo Kuret - Ivan Ljubičić i Mario Ančić - Emil Pravdić - Nikša Skelin i Siniša Skelin - Mihovil Španja                                      | - Horvát férfi kézilabda-válogatott Ivano Balić; Davor Dominiković; Mirza Džomba; Slavko Goluža; Nikša Kaleb; Blaženko Lacković; Venio Losert; Valter Matošević; Petar Metličić; Vlado Šola; Denis Špoljarić; Goran Šprem; Igor Vori; Vedran Zrnić; Drago Vuković; izbornik Lino Červar; szövetségi kapitány Irfan Smailagić; technikai igazgató Ivica Udovičić; fizioterapeuta Stanislav Peharec; fizioterapeuta Milorad Sakradžija - Hrvatski rukometni savez - Vaterpolo klub Šibenik |
| 2005. | - Irislav Dolenec - Vicko Šoljan                                                       | - Joško Berket - Ivan Fattorini - Radica Jurkin - Stjepan Korbar - Zlatko Kranjčar - Ivan Lovreković - Zvonimir Miloš-Božikov - Jelica Pavličić–Štefančić - Dado Pršo - Robert Seligman - Mile Smodlaka          | - Stolnoteniski klub Donat |
| 2006. | - Nikola Jurković - Stjepan Korbar - Veljko Rogošić                                    | - Dinko Bravar - Josip Čop - Elvis Fatović - Danijela Grgić - Emil Hofman - Miroslav Kotarac - Marin Mišura - Goran Sukno - Žarko Susić - Blanka Vlašić                                                          | - Atléta-válogatott - Jedriličarski klub Uskok iz Zadra |
| 2007. | - Miroslav Blažević - Ante Pavlović - Žarko Susić                                      | - Slaven Bilić - Ivana Brkljačić - Ivo Cipci - Nataša Drenčić-Jerković - Marijan Klanac - Tomislav Paškvalin - Ratko Rudić - Damir Škaro - Andrija Vekić - Zdeslav Vrdoljak - Dinko Vuleta                       | - Horvát férfi vízilabda-válogatott |
| 2008. | - Ivo Cipci - Željko Mataja - Josip Modrić                                             | - Branimir Budetić - Igor Koprivnikar - Darko Kralj - Boško Lozica - Matej Mamić - Vlatko Marković - Snježana Pejčić - Mirjana Rajle-Brođanac - Sandra Šarić - Filip Ude - Martina Zubčić                        | - Orvos kosárlabda-válogatott |
| 2009. | - Zdravko Baršnik - Ivan Janjić - Renato Vučetić                                       | - Vinko Bajrović - Vladimir Canjuga - Slavko Goluža - Erna Hawelka Rađenović - Duško Klisović - Fredi Kramer - Dražen Mađarević - Ruža Markešić - Nikola Perković - Zorislav Srebrić - Marko Strahija            | - Športski klub za skokove u vodu Zadar |
| 2010. | - Josip Čorak - Darko Dujmović - Velimir Kljaić (posthumno)                            | - Samir Barać - Mateo Beusan - Josip Ćuk - prim. dr. Božidar Fučkar - Igor Hinić - Ivan Ivančić - Marinko Mikulandra - Sandra Perković - Željko Štefanac - Goran Vrbanac - Vladimir Vujnović                     | - - Korčula sportuszoda |
| 2011. | - prim. dr. Ivan Fattorini - prof. dr. sc. Dragan Milanović - Vinko Tomljanović        | - Ozren Bonačić - Aldo Buršić - Ivo Dragić - Ivan Kljaković Gašpić - prof. dr. sc. Igor Jukić - Lovre Kalašić - Ivan Laljak - Tina Mihelić - Duško Mrduljaš - Ana Zaninović - Lucija Zaninović                   | - Eszék városának sportszövetsége |
| 2012. | - Ivan Ivančić - Marinko Mikulandra - Ratko Rudić                                      | - Damir Burić - Giovanni Cernogoraz - Toni Tomas - Vladimir Papić - Josip Pavić - Mikela Ristovski - Krunoslav Sabolić - Tonči Stipanović - Zoran Talić - Stjepan Vučković - Zdenko Zorko                        | - Olimpiai bajnok evezős négyes (Valent Sinković, Martin Sinković, Damir Martin i David Šain) |
| 2013. | - Josip Alebić - Erna Havelka Rađenović - Fredi Kramer                                 | - Đurđica Bjedov Gabrilo - Nikša Dobud - Ivan Drviš - Josip Glasnović - Janko Goleš - Davorin Klobučar - Arno Longin - Zdravko Malić - Roko Mikelin Opara - Marijo Možnik - Sandro Sukno                         | - Horvát Evezős-szövetség |
| 2014. | - Vinko Bajrović - Anto Ćavar - Giuseppe Giergia                                       | - Milka Babović - Mirko Barišić - Šime Fantela - Edo Fantela - Zdenko Kobešćak - Zlatko Lukić - Igor Marenić - Sandra Paović - Martin Sinković - Valent Sinković - Ana Šimić                                     | - Horvát Kineziológia Egyesület |
| 2015. | - dr. sc. Gojko Arneri - Đurđica Gabrilo Bjedov - Janko Goleš                          | - Filip Hrgović - Leonard Pjetraj - Jurica Gizdić - prof. dr. sc. Vladimir Janković - Kristijan Vincetić - Frano Vićan - Ivo Karlović - Maša Martinović - Damir Erceg - Damir Martin - Ronald Lopatny            | - Eszék-Žito gimnázium |
| 2016. | - dr. Ivo Vidović (posthumno) - Jelica Pavličić-Štefančić - Luciano Sušanj             | - Zoran Veselinović - Maro Joković - Andro Bušlje - Bono Bošnjak - Marija Anzulović - Veselin Đuho - Sanja Jovanović - Goran Čolak - Velimir Šandor - Mirela Šikoronja Ivančin - Danial Temim                    | - Horvát női asztalitenisz csapat (Anđela Mužćinić i Helena Dretar Karić) |
| 2017. | - Zdenko Zorko - Zdravko Hebel (posthumno) - Zina Urlić                                | - Deni Lušić - Dina Levačić - Edi Stipić - Edo Pezzi - Igor Boraska - Ivica Tucak - Jozo Jakelić - Luka Lončar - Ratko Kovačić - Tihomir Franković - Valentina Pereglin - Vlado Lisjak                           | |
| 2018. | - Vladimir Janković - Milka Babović - Mate Parlov (posthumno)                          | - Josip Bilić - Tin Srbić - Ivo Trumbić - Miho Bošković - Zlatko Dalić - Luka Modrić - Dino Sinovčić - Neven Bertičević - Boško Božić - Vjekoslav Šafranić - Petra Deša                                          | - Horvát labdarúgó-válogatott |